# Siedenburg
Siedenburg község Németországban, Alsó-Szászországban, a Diepholzi járásban. Lakosainak száma 1279 fő (2023. december 31.).